# Verfeuil
Verfeuil é uma comuna francesa na região administrativa de Occitânia, no departamento de Gard. Estende-se por uma área de 25,97 km². Em 2010 a comuna tinha 614 habitantes (densidade: 23,6 hab./km²).